# 蒂埃贝尔
蒂埃贝尔（法語：Thuit-Hébert，法語發音：[tɥi ebɛʁ]）是法国厄尔省的一个旧市镇，位于该省北部偏西，属于贝尔奈区。2016年1月1日，蒂埃贝尔和相邻的另外2个市镇合并为新市镇大布特鲁尔德（Grand Bourgtheroulde）。

## 地理
蒂埃贝尔（49°19'18"N, 0°50'4"E）面积3.68 平方千米，位于法国诺曼底大区厄尔省，该省份为法国北部内陆省份，北起滨海塞纳省，西接奧恩省和卡爾瓦多斯省，南至厄尔-卢瓦省，东临瓦兹省、瓦兹河谷省和伊夫林省。
蒂埃贝尔的时区为UTC+01:00、UTC+02:00（夏令时）。

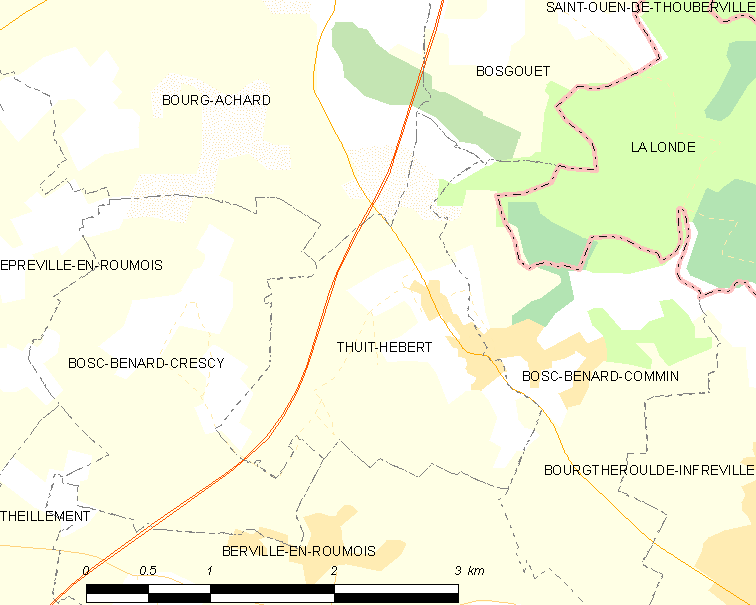
蒂埃贝尔的OSM定位图

## 行政
蒂埃贝尔的邮政编码为27520，INSEE市镇编码为27637。

## 政治
蒂埃贝尔所属的省级选区为大布特鲁尔德县。

## 人口

1962-2008年间蒂埃贝尔人口变化图示

蒂埃贝尔于2017年1月1日时的人口数量为312人。